# Medaille „Veteran der Arbeit“

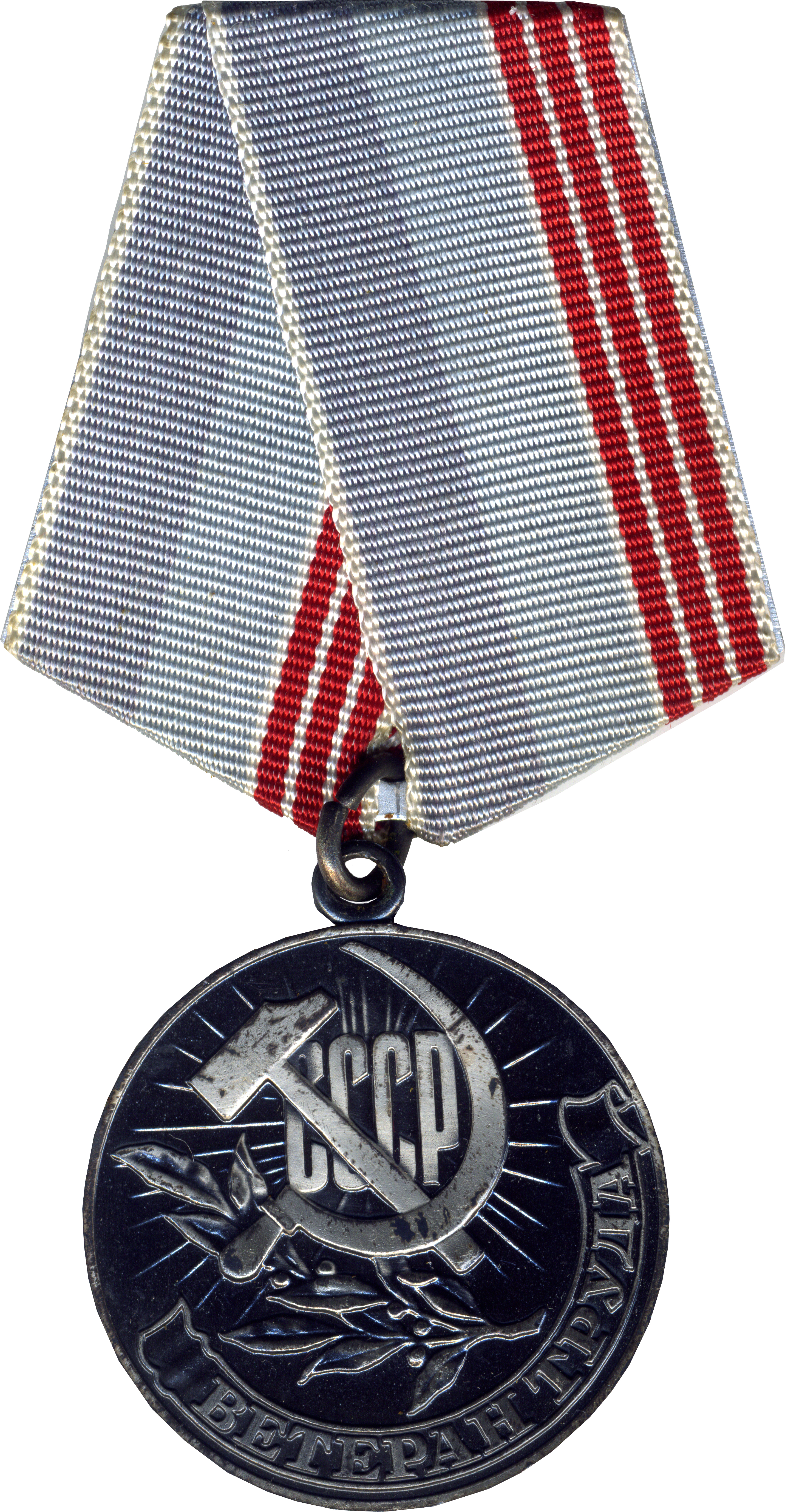
Medaille „Veteran der Arbeit“

Die Medaille „Veteran der Arbeit“ wurde am 18. Januar 1974 durch einen Erlass des obersten Sowjets der UdSSR gestiftet.

## Aussehen und Trageweise
Die Medaille besteht aus einer runden silberfarbenen Medaille, die vorn Hammer und Sichel zeigt. Darunter befindet sich der Schriftzug „СССР“ hinter dem einige Sonnenstrahlen hervorkommen. Unter Hammer und Sichel befindet sich ein Lorbeerzweig und eine Schriftrolle mit der Aufschrift „ВЕТЕРАН ТРУДА“ (Weteran truda ‚Veteran der Arbeit‘). Auf der Rückseite der Medaille steht in 4 Zeilen „ЗА ДОЛГОЛЕТНИЙ ДОБРОСОВЕСТНЫЙ ТРУД“ (Sa dolgoletni dobrosowestny trud ‚Für langjährige gewissenhafte Arbeit‘). Die Medaille hängt an einem 5-eckigen weißen Band mit 3 roten Streifen an der rechten Seite.
Die Medaille wird auf der linken Brust und nach der Medaille „Für heldenmütige Arbeit im Großen Vaterländischen Krieg 1941–1945“ getragen.